# 布山县
布山县，古县名，自秦至隋设县，在今广西桂平西南一带。
始设于始皇帝三十三年（公元前214年），属桂林郡。秦末，桂林郡更名为郁林州，布山县属郁林州，属南海尉赵佗建立的南越国。汉元鼎六年（公元前111年）布山县属郁林郡。布山县治所和郁林郡治所均在今桂平市。王莽新朝（公元9年至23年）改郁林郡为郁平郡，布山县属郁平郡。三国时期郁林郡布山县属吴国，郡治所和县治所均设于此。晋（公元281年至420年）布山县仍属郁林郡。 南北朝宋、齐时代（公元420年至502年）置布山、郁平、怀安三县，属郁林郡。梁（公元503至557年）、陈（公元558至589年）时代，布山属南定州。隋开皇十年（公元590年）南定州改尹州，故布山属尹州。大业二年（公元606年），布山、龙山、武平、怀泽并称郁林县，同属广州。从此不复袭布山县之名。

## 简介
布山县是中国古代的县，秦朝统一岭南设桂林郡（今广西主体），布山县正是桂林郡郡治所在。汉朝将桂林郡改叫郁林郡，其治布山如故。直至隋朝大业二年(公元606年)布山县因历经分分合合后而易名消失在历史长河中。对于布山今何在有多种说法，其中主流认同在今广西贵港（另一种普遍说法在广西桂平）。现存的《汉书》、《广西通志》等20本上的史书，均对布山县作有记载。20世纪80年代在广西贵港县城效出土“布山”铭文文物，更于21世纪初在贵港老城发掘汉代城池。

## 文史记载（简，列示较为详细的）
★★《汉书》——班固(东汉)★★
郁林郡，故秦桂林郡，属尉佗。武帝元鼎六年开。更名，有小溪川水七，并行三千一百一十里。莽曰郁平。属交州。户万二千四百一十五，口七万一千一百六十二。县十二：布山，安广，阿林，广郁（郁水首受夜郎豚水东至四会入海，过郡四行四千三十里）中留，桂林，潭中（莽曰中潭）临尘（朱涯水入领方。又有斤南水。又有侵离水行七百里。莽曰监尘）定周（周水首受无敛，东入潭行七百九十里）增食（驩水首受牂柯东界入朱涯水行五百七十里）领方（斤南水入郁。又有墧水。都尉治）雍鸡（有关）

苍梧郡县十：广信，猛陵（龙山，合水所出，南至布山入海。莽曰猛陆）
★★《水经注》——郦道元(北魏)★★
郁林郡，应劭《地理风俗记》曰：《周礼》郁人掌裸器，凡祭醊宾客之裸事，和郁鬯以实樽彝。一曰：郁人所贡，因氏郡矣。…牂柯水迳广郁县为郁水。又东北迳领方县北，又东迳布山县北，郁林郡治也。吴陆绩曰：从今以后六十年，车同轨，书同文。
★★隋书——魏徵 等(唐)★★
郁林郡(梁置定州后改南定州。平陈改为尹州，大业初改为郁州。)统县十二：郁林(旧置郁林郡。平陈郡废。大业初又置郡，又废武平、龙山、怀泽、布山四县入。)郁平、阿林、石南、桂平（梁置桂平郡。平陈，郡废。大业初又废皇化县入。)…… 
★★通典——杜佑(唐)★★
浔江郡领县三：桂平(汉布山县地。)皇化(汉阿林县地。)大宾(汉布山县地。)；临江郡领县六：平南、大同(汉布山县地)……
★★唐书——刘昫 等(後晋)★★
浔州隋郁林郡之桂平县。贞观七年，置浔州。十二年废浔州，以四县属龚州。后复置浔州，以桂平、大宾、皇化来属，又省陵江入桂平。天宝元年改为浔江郡，乾元元年复为浔州。领县四：桂平（汉布山县，郁林郡所治也。隋为桂平县。武德年，属贵州。贞观初，属燕州。七年，属浔州。十二年，州废，属龚州。复置浔州）皇化（汉阿林县）……
贵州隋郁林郡。武德四年，平萧铣，置南尹州总管府，管南尹、南晋、南简、南方、白、藤、南容、越、绣九州。南尹州领郁林、马岭、安城、郁平、石南、桂平、岭山、兴德、潮水、怀泽十一县。七年罢都督府，九年改南尹为贵州。天宝元年改为怀泽郡。乾元元年复为贵州也。旧领县八：郁平（汉谷永为郁林太守降乌浒人十万开七县，即此也。乌浒之俗：男女同川而浴；生首子食之，云宜弟；娶妻美让兄；相习以鼻饮。秦平天下，始招慰之，置桂林郡。郁江，在州东）
★★读史方舆纪要——顾祖禹(清)★★
桂平县：布山废县府西五十里。汉县，郁林郡治也。后皆因之。梁析置桂平县，又改置郁林县为郡治，以布山县属焉。《城邑考》：宋嘉七年，旧址增拓有子城、寻圮。嘉泰初，复营土垣，环以濠堑。景定三年，易以砖石，移筑于城西高原。元至元十七年，城废。明洪武六年，复营治。十五年、二十九年，相继增拓，东西凿濠，南北际江。景泰四年、成化二年，又复修筑。崇祯七年，亦尝缮葺。有门六，城周七里有奇。
贵县：汉广郁县地晋曰郁平，唐为贵州治。《新唐书》贵州治郁林，误也；《胜览》云：县西有郁林郡城遗址，吴陆绩为太守时筑。似未可据；《新唐书》贵州有龙山府。
★★广西通志——（清）★★
郁林郡，秦置。（今浔州府贵县为郡治，又庆远、思恩、田州、南宁、新宁、隆安、上思、归德、果化、忠州、太平诸府州县地。领县九，内五县在今广西境）
布山，汉旧县。（今贵县及桂平、兴业二县地）；阿林，汉旧县。（今桂平县地）；阴平，本汉广郁县，吴改名。（今兴业县地）；临浦，本汉领方县，吴改名。（今宾州及武缘、迁江、上林、宣化、永淳诸县地）；安广，汉旧县。（今横州地）
★★贵县志——（清）★★
水经注云鬰水东逕布山县北鬰林郡治也又东入阿林县潭水（今桂平北江）注之则布山在上流而阿林在下，易然古鬰林郡既在今贵县治则旧布山县即在今贵县治；广西通志沿革表于贵县之下大书布山县者，而桂平县之下分注布山县地者，通志撰于前明。
★★贵县志——（民国）★★
贵县为汉郁林郡治，亦即布山县治。后下迄六朝。虽领县损益不常，其治布山如故。按郁林郡故城在县东南三里(旧志作县南三里)，郁江当前，南山后峙。与《水经注》“郁水东迳布山县北郁林郡治也”之若合符契。故城相传为吴太守陆绩所筑。又故城附近有陆公井，一名橘井，相传为陆绩所凿。又郭北里有显庙冈，一作显朝冈，元和郡县志云:陆绩为太守，每登此冈，制浑天图。又县治东北有谷公井，相传为汉太守谷永所开，并见通志及府县各志，遗迹俱存。凡此皆足证贵县之为汉郁林郡治。今请再证布山县治之在贵县。按北山又名龙山，在县北二十里，上有巨潭，山口有石牛庙，相传天旱则祀石牛，涂泥于背，涂盐于口即雨。并见通志及府县各志。庙虽久废，石牛犹存，顾微广州记云:郁林郡北有大山，其高隐天，上有池，有石牛在池下，民常祀之。岁旱百姓杀牛祀雨，以牛血和泥，厚泥石牛背。祀毕，天雨洪注，洗石牛背泥尽而后晴。其言与旧志悉合。而府志引锦绣万花谷诸书，谓汉布山县糖牛与蛇同穴，牛嗜盐，以手裹皮涂盐入穴引出之，取其角为器。事虽不经，而因用盐引糖牛遂创以盐祀石牛之仪足征实为布山之古习，又张勃地理志、太康地记皆载:郁林布山县马岭产冷石。按马岭山一名马度山，以今县西北七十里，隋马度废县故城在焉，凡此皆足证贵县之为汉布山治。或疑布山当属诸桂平，且以旧唐书地理志“桂平汉布山县郁林郡治也”诸说为证。顾桂平诸县之地，虽昔属布山，实非郡县治所。故新唐书于桂平下注云:本属贵州(今贵县)。已纠正旧书之谬。既称为属，则非治所可知，民国桂平县志云:布山旧迹府西何处，遗迹无征，难从臆说，似未可因桂平曾属布山，遂强指为布山县治也。
★★桂平县志——（民国）★★
“唐颂，字德雅，番禺人。以孝为布山令，时布山民夷杂居，号称难治。颂挫强抚弱，惠及鳏寡，民甚感之，及卒，立祠以祀。”

## 考古发掘
1980年代在罗泊湾一号墓出土器物1000多件，其中铜器192件，铁器20多件,漆器800余件（片）。有不少漆耳环、漆盘的底部烙印有“布山”二字和铭刻有“布、析”铜鼎、“布、十三斤”铜桶、“布七斤、布八斤四两”直筒形铜中等器物带铭文。
2008年5月29日，在贵县旧政府府址发据汉代古城遗址和汉代城内运河，其中出土的“万岁”瓦当和云纹箭头瓦当与广州南越王宫署所用瓦当一模一样，表明南越国时期贵港是南越国的行宫。根据发据的“永元四年”、“永元十年”的瓦片确定为汉代城址，发据表明该官署沿用至唐宋时期。